# Байков Вадим Геннадійович
Вадим Геннадійович Байков (нар.. 18 березня 1965, Волгоград) — російський композитор, співак і продюсер, хоровий диригент, піаніст.

## Життєпис
Вадим Геннадійович Байков народився 18 березня 1965 року у Волгограді в родині професійних музикантів. Мама працювала музичним керівником у дитячому садку, батько був викладачем у музичній школі. У віці 5 років (у 1970 році) Вадим переїхав разом з мамою до підмосковного міста Климовська.
У 1972 році вступив до Московського державного хорового училища. З 13 років брав участь у різних ВІА, таких як «Ритм», «Імпульс» тощо, де грав на клавішних інструментах. У 1985 році Вадим Байков закінчив 2-е Московське обласне музичне училище по класу фортепіано, джазове відділення. Має другу спеціальність — хоровий диригент.
З 1982 по 1984 роки, як піаніст брав участь у різних джазових фестивалях. У 1985—1987 роках працював у гуртах: ВІА «Мари», «Август», «Лейся, песня». У 1987 році стає солістом групи «Спектр» під керівництвом народного артиста РРФСР Льва Лещенка. У 1990 році, коли Лев Валеріанович Лещенко створив театр «Музичне агентство», Вадим Байков стає солістом цього театру. У 1993 році йде з театру і починає сольну кар'єру.
З 1993 по 2000 роки Вадим Байков випустив чотири сольних альбоми: «Русская рулетка» (1993), «Арифметика любви» (1995), «Царица моих сновидений» (1997), пісні для якого написав спеціально для Вадима Байкова композитор Ігор Крутой, «Монета на счастье» (2000).
З 1998 по 2006 рік був художнім керівником колективу співачки Алсу. У 2004—2006 роках також був її продюсером. Написав для Алсу ряд пісень, таких як «Свет в твоём окне», «Последний звонок», «Первый раз».
Як композитор і продюсер в 2002 році випустив альбом «Папина дочка», всі пісні на якому заспівала його дочка Тетяна Байкова.
У 2006 році організував продюсерський центр «VB Pro», повністю зорієнтований на запис і видання православної музики. Цим центром були випущені альбоми: «Пассия» (Служба Божественним страстям Христовим) у виконанні Чоловічого камерного хору під управлінням Вадима Байкова та протодиякона Ігоря Ільїна; «Пустынка» — духовні канти у виконанні черниці Єлисавети (Кольцової) та ін.
У 2008 році Вадим Байков випустив альбом сучасних православних пісень на вірші черниці Єлисавети (Кольцової). Альбом був випущений з благословення митрополита Смоленського і Калінінградського Кирила (нині Святійшого Патріарха Московського і Всієї Русі). Вадим Геннадійович Байков продюсує молодих артистів, серед них: співак Олександр Юрпалов, ВІА «ВыNос МоZга» тощо.

### Родина
- дружина — Марія
- донька — Тетяна (нар.. 15 листопада 1985) закінчила спецшколу з поглибленим вивченням китайської мови та філологічний факультет РУДН, в 2002 році заспівала пісні для альбому «Папина дочка».
- син — Вадим (нар.. 15 листопада 1987 в один день з дочкою Тетяною) — музикант, композитор, аранжувальник.
- син — Іван (нар.. 29 серпня 1998)
- доньки-близнючки — Анна і Марія (нар.. 2 листопада 2004)
- син — Гліб (нар.. 6 серпня 2019)

## Дискографія
- 1993 — «Русская рулетка»
- 1995 — «Арифметика любви»
- 1997 — «Царица моих сновидений»
- 2000 — «Монета на счастье»
- 2002 — «Папина дочка» (сольний альбом Тетяни Байкової)
- 2007 — «Вадим Байков. Grand Collection» (компіляція)
- 2008 — «Небо»[5]
- 2012 — «День за днем»
- 2015 — «Песни о любви» (компіляція)

## Сингли
- 2012 — «White Melody» (інструментальна п'єса)
- 2015 — «Christmas Eve» (інструментальна п'єса)
- 2015 — «Trembling» (інструментальна п'єса)
- 2015 — «In The Dark» (інструментальна п'єса)

### Найбільш відомі пісні
- Русская рулетка
- «У меня нет жены»
- «Горят мосты»
- «Ты — мой лучший друг» (дует з донькою Тетяною Байковою)
- «Незаконная жена»
- «Золотая рыбка»
- «На Ордынке»